# Бобровский (Гомельская область)
Бобровский (бел. Баброўскі) — упразднённый посёлок в Залесском сельсовете Чечерского района Гомельской области Белоруссии.
На территории Чечерского биологического заказника.
В результате катастрофы на Чернобыльской АЭС и радиационного загрязнения жители (31 семья) переселены в 1992 году в чистые места.

## География

### Расположение
В 15 км на северо-восток от Чечерска, 52 км от железнодорожной станции Буда-Кошелёвская (на линии Гомель — Жлобин), 80 км от Гомеля.

### Гидрография
На реке Бобёр (приток реки Веть).

## Транспортная сеть
Транспортные связи по просёлочной, затем автомобильной дороге Сидоровичи — Чечерск. Планировка состоит из прямолинейной улицы, ориентированной с юго-запада на северо-восток, к которой с севера присоединяется короткая изогнутая улица. Застройка двусторонняя, деревянная, усадебного типа.

## История
Основан в начале XX века переселенцами из соседних деревень. В 1926 году в Загорьевском сельсовете Чечерского района Гомельского округа. В 1930 году организован колхоз. Входил в состав совхоза «Беляевский» (центр — деревня Беляевка). 5 жителей погибли на фронтах Великой Отечественной войны.

## Население

### Численность
- 1992 год — жители (31 семья) переселены.

### Динамика
- 1926 год — 18 дворов, 102 жителя.
- 1992 год — жители (31 семья) переселены.